# District de l'Ouest, Haut-Canada
 (février 2025).
Le district de l'Ouest était l'un des quatre districts de la province britannique de Québec formées en 1788 dans les extrémités ouest du district de Montréal qui furent séparés en 1791 pour former la nouvelle colonie connue comme étant le Haut-Canada. Connu sous le nom de district de Hesse (venant de Hesse en Allemagne) jusqu'en 1792, il fut dissous en 1849.

## Évolution historique
Au début, le district comprenait la partie de la province britannique de Québec située à l'ouest d'une « ligne nord-sud coupant la projection extrême de Long Point dans le lac Érié », soit le territoire décrit comme suit :
Comme Détroit était encore un territoire britannique occupé en 1792, elle faisait alors partie du district. Lors de la première élection à l'Assemblée législative du Haut-Canada, trois anciens ou actuels résidents de Détroit ont été élus.  Cette anomalie, ainsi que d'autres lieux occupés à Fort Mackinac et Fort Miami, furent finalement évacués lors de la ratification du traité Jay en 1795 ; ils furent retirés du district en juin 1796.
Le district, après avoir détaché le territoire qui ferait partie du nouveau district de Londres, a été reconstitué sous le nom de district de l'Ouest par une loi du Parlement du Haut-Canada en 1798. Elle a été décrite comme étant composée de « ... les comtés d'Essex et de Kent ainsi que la partie de cette province qui n'est incluse dans aucun autre district de celle-ci... »  Les comtés ont été décrits comme étant composés des éléments suivants :
| Comté de Kent | Comté d'Essex |
| --- | --- |
| Les cantons de - Dover - Chatham - Camden - Moravian tract appelé Orford - Howard - Harwich - Raleigh - Romney - Tilbury - avec le canton sur la rivière Sinclair, occupé par les Indiens Shawney, ainsi que les îles des lacs Érié et Sinclair entièrement ou en grande partie en face de celui-ci... | Les cantons de - Rochester - Mersea - Gosfield - Maidstone - Sandwich - Colchester - Malden - et les étendues de terre occupées par les Hurons et autres Indiens sur le détroit, ainsi que les îles qui se trouvent dans les lacs Érié, Sinclair ou les détroits... |

En 1847, une loi fut adoptée pour créer un nouveau district de Kent ; cependant, des installations devaient être construites dans la ville de district désignée de Chatham. La création du nouveau district n’a pas été achevée.
Au commencement de l'année 1850, le district fut aboli et remplacé par les comtés unis d'Essex et de Kent en des raisons municipales. En 1851, la partie sud de Kent fut détachée pour créer un comté distinct. Concernant la partie nord, celle-ci devient le comté de Lambton, qui fut ajouté peu après à Essex pour former les comtés unis d'Essex et Lambton. En revanche, Kent et Lambton se sont unis dans le but d'élire un membre au Parlement de la province du Canada. Les cantons de l'ancien district étaient donc répartis comme suit :
| Comtés unis d'Essex et Lambton                                                             | Comtés unis d'Essex et Lambton | Comté de Kent |
| Comté d'Essex                                                                              | Comté de Lambton | Comté de Kent |
| ------------------------------------------------------------------------------------------ | --- | --- |
| - Mersea - Gosfield - Rochester - Maidstone - Malden - Anderson - Ouest Tilbury - Sandwich | - Bosanquet - Plympton - Warwick - Sarnia - Moore - Enniskillen - Brooke - Sombra - Down - Euphemia - y compris les îles Walpole, l'île Sainte-Anne et les autres îles à l'embouchure de la rivière Sainte-Claire | - Orford - Howard - Camden - Chatham - Harwich - Est Dover - Ouest Dover - Raleigh - Est Tilbury - Romney - Zone |

## Héritage
La Western District Grammar School, ouvert en 1807, est de nos jours utilisé par la General Brock Public School à Windsor, en Ontario.

## Lectures complémentaires
- R. Alan Douglas, Uppermost Canada: The Western District and the Detroit Frontier, 1800-1850, Detroit, Wayne State University Press, 2001 (ISBN 0-8143-2867-9, lire en ligne)
- Frederick H. Armstrong, Handbook of Upper Canadian Chronology, Toronto, Dundurn Press, 1985 (ISBN 0-919670-92-X)

https://www.legislature.mi.gov › ... PDF CHRONOLOGIE DE L'HISTOIRE DU MICHIGAN 9 décembre 2022
https://www.uottawa.ca › clmc > escroquer... Acte constitutionnel (1791) - l'Université d'Ottawa
https://www.ontario.ca/page/about-ontario

## Remarques
1. ↑  later surveyed as Sombra township[2]
2. ↑  being the mouth of the St. Clair River
3. ↑  being the Detroit River and the mouth of the St. Clair River
4. ↑  now constituting the Walpole Island First Nation